# فوندا آرار
فوندا آرار (ترکی استانبولی: Funda Arar؛ زادهٔ ۸ آوریل ۱۹۷۵) یک خواننده ترک است.
فوندا آرار دوران کودکی خود را در آنکارا، محل تولدش، و سپس در موغلا و آداپازاری گذراند. او در هنرستان موسیقی دانشگاه فنی استانبول با تخصص در ماندولین فارغ‌التحصیل شد. اولین آلبوم او Sevgilerde در سال ۱۹۹۹ منتشر شد و به موفقیت بزرگی تبدیل شد، به خصوص آهنگ "Aysel". Sevgiliye یک سال بعد منتشر شد و آهنگ‌های موفقی مانند "Seni Düşünürüm" و "Cesminaz" را با همکاری Kıraç به نمایش گذاشت. Alagül و Sevda Yanığı، سومین و چهارمین آلبوم او در سالهای ۲۰۰۲ و ۲۰۰۳ منتشر شد که دارای آهنگ‌های "Haberin Var mı?"، "Aşksız Kal" بودند.
آلبوم Son Dans آرار در دسامبر ۲۰۰۵ پس از یک وقفه طولانی منتشر شد. او اخیراً آهنگ Rüya (2008) را منتشر کرد که در آن ترانه‌هایی را در مکام‌های مختلفی مانند Hicaz, Rast, Hüzzam, Muhayyerkürdî، Uşşak, Kürdilihicazkâr و Nihavend خواند.

## دیسکوگرافی

### آلبوم‌های استودیویی
- 2000: Sevgilerde
- ۲۰۰۲: آلاگول
- 2003: Sevda Yanığı
- 2006: Son Dans (گواهینامه Mü-Yap: Platinum[۵])
- 2008: Rüya
- 2009: Zamanın Eli
- 2011: Aşkın Masum Çocukları
- 2012: سسیز سینما
- 2015: Hoşgeldin
- 2017: Aşk Hikayesi
- 2018: Arabesk

## فیلم‌شناسی
| سال  | فیلم         | نقش  | یادداشت    |
| ---- | ------------ | ---- | ---------- |
| ۱۹۹۹ | روحسار       | خودش | ظاهر مهمان |
| ۲۰۰۹ | دختران طلایی | خودش | ظاهر مهمان |

1. ↑  28-29 June 2004, NATO zirvesi بایگانی‌شده  در ۱۶ دسامبر ۲۰۱۲ توسط Wayback Machine MLKP. Retrieved 28 July 2010.
2. ↑  Evlenmek için Bush'u bekledi بایگانی‌شده  در ۲۷ دسامبر ۲۰۱۳ توسط Wayback Machine Sabah. Retrieved 28 July 2010.
3. ↑  "Funda Arar'ın en güzel eseri 'Aras' bebek". Akşam. 9 July 2013.
4. ↑  Turkish Classical Music Concert by Funda Arar بایگانی‌شده  در ۴ مارس ۲۰۱۶ توسط Wayback Machine, İş Sanat (12 March 2014)
5. ↑  "MÜ-YAP 2007 MÜZİK ÖDÜLLERİ DAĞITILDI". Mü-Yap. Archived from the original on 4 April 2014. Retrieved 2008-05-14.